# Lavardini Hildebert
Lavardini Hildebert (franciául: Hildebert de Lavardin) (Lavardin, 1056 – Tours, 1133. december 18.) középkori francia író, teológus. 
Tours-i Berengár tanítványa volt, majd 1084-től a mansi káptalani iskola elöljárója lett. 1096–97 között Le Mans püspöke, 1125-től a haláláig toursi érsek.
Mint korának jelentős teológusa, számos  munkát írt. Ezek a Tractatus theologicus, a Tractatus de Sacramento altaris, a Sermo in coena Domini, a 140 darab Sermones, a Moralis philosophia de honesto et utili, és a Libellus de quattuor virtutibus vitae honestae. Ismeretes 19 költeménye is. Összes műveit először Beaugend adta ki Párizsban 1708-ban.

## Művei magyarul
- Hildebert de Lavardin éneke az Istenséghez In: Babits Mihály: Amor Sanctus – A középkor latin himnuszai, Magyar Szemle Társaság, Budapest, 1933, 108–118. o.
- A Szentháromságról In: Sík Sándor: Himnuszok könyve, Szent István Társulat, Budapest, 1943, 275–285. o.